# Église Saint-Michel du May-sur-Èvre
L'église Saint-Michel est une église située au May-sur-Èvre, en France.

## Localisation
L'église est située dans le département français de Maine-et-Loire, sur la commune du May-sur-Èvre.

## Historique
L'édifice est inscrit au titre des monuments historiques en 1973.